# Criptando

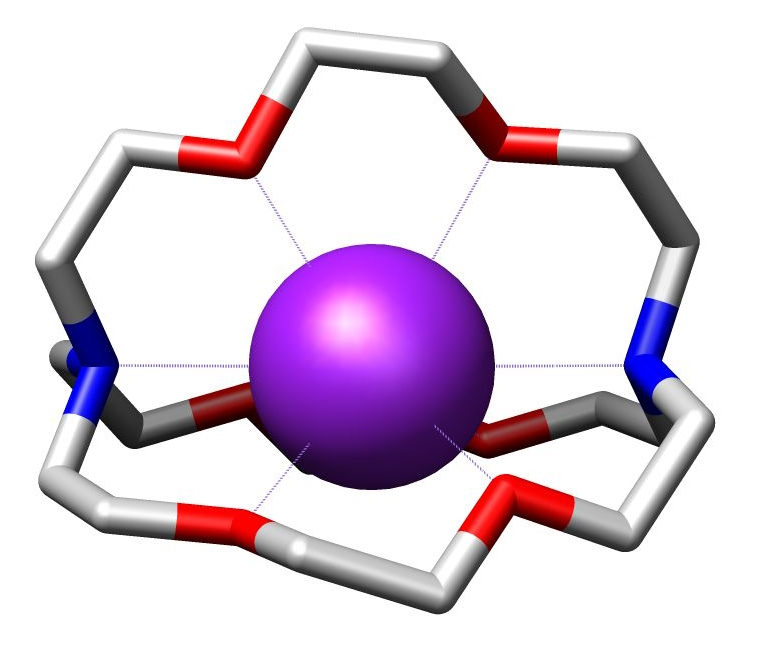
Estructura del 2.2.2-Criptando que encapsula un catión de potasio (violeta). En estado cristalino, obtenida mediante difracción de rayos X.

Esquema de la supramacromolécula 2.2.2-Criptando.

Los criptandos son una familia de ligandos multidentados sintéticos bi- y policíclicos que poseen afinidad por una variedad de cationes.  El Premio Nobel de Química de 1987 fue otorgado a Donald J. Cram, Jean-Marie Lehn —quien primero los estudio en 1969—, y Charles J. Pedersen por sus trabajos que permitieron descubrir y determinar los usos de criptandos y éteres de corona, dando comienzo al campo de la química supramolecular. El término criptando implica que el ligando retiene substratos en una cripta, recluyendo al invitado como en un entierro. Estas moléculas son los análogos tridimensionales de los éteres de corona pero son más selectivos y atrapan a los iones con fuerzas mayores. Los complejos resultantes son lipofílicos.

## Estructura
El criptando más común e importante es el  N[CH2CH2OCH2CH2OCH2CH2]3N; el nombre formal IUPAC (Unión Internacional de Química Pura y Aplicada) de este compuesto es 1,10-diaza-4,7,13,16,21,24-hexaoxabiciclo[8.8.8]hexacosano.  El compuesto es denominado [2.2.2]criptando donde los números indican la cantidad de átomos de oxígeno en éteres (y por lo tanto sitios de ligadura) en cada uno de los tres puentes entre los "caps" de la amina de nitrógeno. Muchos criptandos se encuentran disponibles bajo la denominación comercial "Kryptofix." Todos los criptandos de amina presentan un afinidad especial por los cationes de metales alcalinos, lo cual ha permitido la aislación de sales de K-.

## Propiedades
La cavidad interior tridimensional de un criptando provee un sitio de unión para los iones huéspedes. El complejo formado por el huésped catiónico y el criptando es llamado criptato. Los criptandos forman complejos con muchos cationes duros incluyendo el amonio (NH4+), lantánidos, metales alcalinos y alcalinotérreos. En contraste con los éteres corona, los criptandos se enlazan con los cationes huésped mediante los donadores nitrógeno y oxígeno. Este encapsulamiento tridimensional confiere selectividad de tamaño, permitiendo la discriminación entre cationes de metales alcalinos (ejemplo: Na+ vs K+),

## Usos
A pesar de que los criptandos son más caros y difíciles de preparar, ofrecen mayor selectividad y fuerza de enlace. que la mayoría de los ligantes para metales alcalinos como los éteres corona. Son capaces de disolver sales usualmente insolubles en solventes orgánicos, Pueden ser utilizados como catalizadores de transferencia de fase al transferir un ion de una fase a otra. Los criptandos permitieron la síntesis de alcaluros y electruros. También han sido utilizados en la cristalización de los clústeres de Zintl como el Sn94-.